# アメリカ＝メキシコ国境

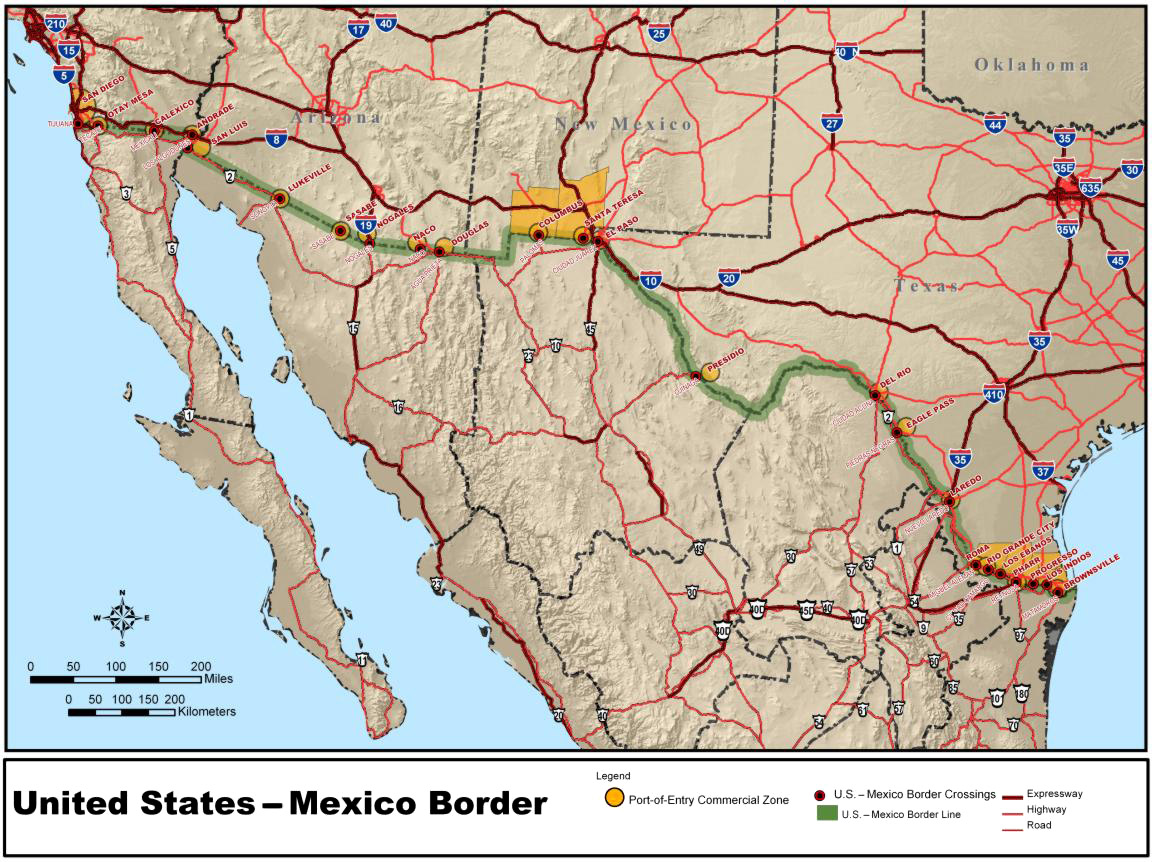
アメリカ合衆国=メキシコ国境

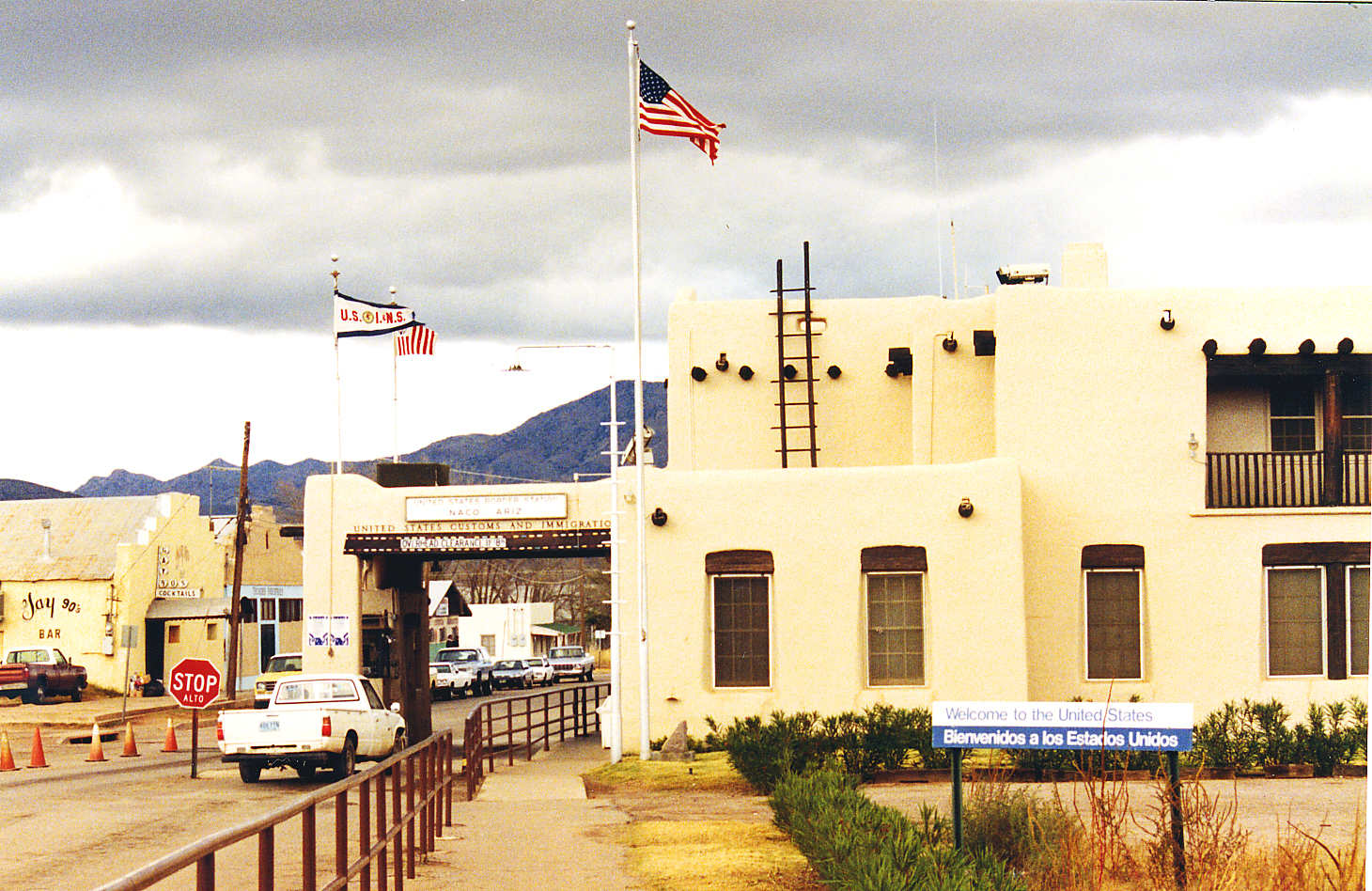
国境検問所

アメリカ=メキシコ国境は、アメリカ合衆国とメキシコの国境。4つのアメリカ合衆国の州と、6つのメキシコの州に接している。
20以上の横断道路があり、アメリカ合衆国カリフォルニア州サンディエゴとメキシコのバハカリフォルニア州ティフアナが接する太平洋岸の西端から、アメリカ合衆国テキサス州ブラウンズビルとメキシコのタマウリパス州マタモロスが接する東端のメキシコ湾岸まで伸びている。
都会から荒れ果てた砂漠まで様々な地形を横切り、東はテキサス州エルパソとメキシコのチワワ州シウダー・フアレスの両国の大都市圏の境界を成し、メキシコ湾に流れ込むリオグランデ川に沿っている。ソノラ砂漠、チワワ砂漠、コロラド川デルタ、バハカリフォルニア半島の北端も横切る。
境界の全長は1,951マイル（3,141キロメートル）、世界で最も頻繁に横断される国境で、毎年のべ3億5000万人が（合法的に）横断している。旅行や商用での越境だけでなく、学生の通学も行なわれている。
その一方で、不法入国者も後を絶たず、メキシコとアメリカの壁が建設されている箇所もある（後述）。

## 歴史
リオグランデ川の流れ自体が変化したことによる境界の論争（リオ・リコなど）は、ごく少数の地域で20世紀に入ってもあった。とは言え、現在の国境は1848年のグアダルーペ・イダルゴ条約と1853年のガズデン購入で決着がついた。メキシコと1836年に建国されたテキサス共和国の両国が主張した国境周辺には当時誰も居住していなかったが、その不確かさは1846年から1848年の米墨戦争の契機となった。
その前の合意には、メキシコ独立戦争の間にアメリカ合衆国とスペイン（ヌエバ・エスパーニャ）で結ばれた1819年のアダムズ＝オニス条約があり、1803年のルイジアナ購入後の境界を定義した。

## 国境の町

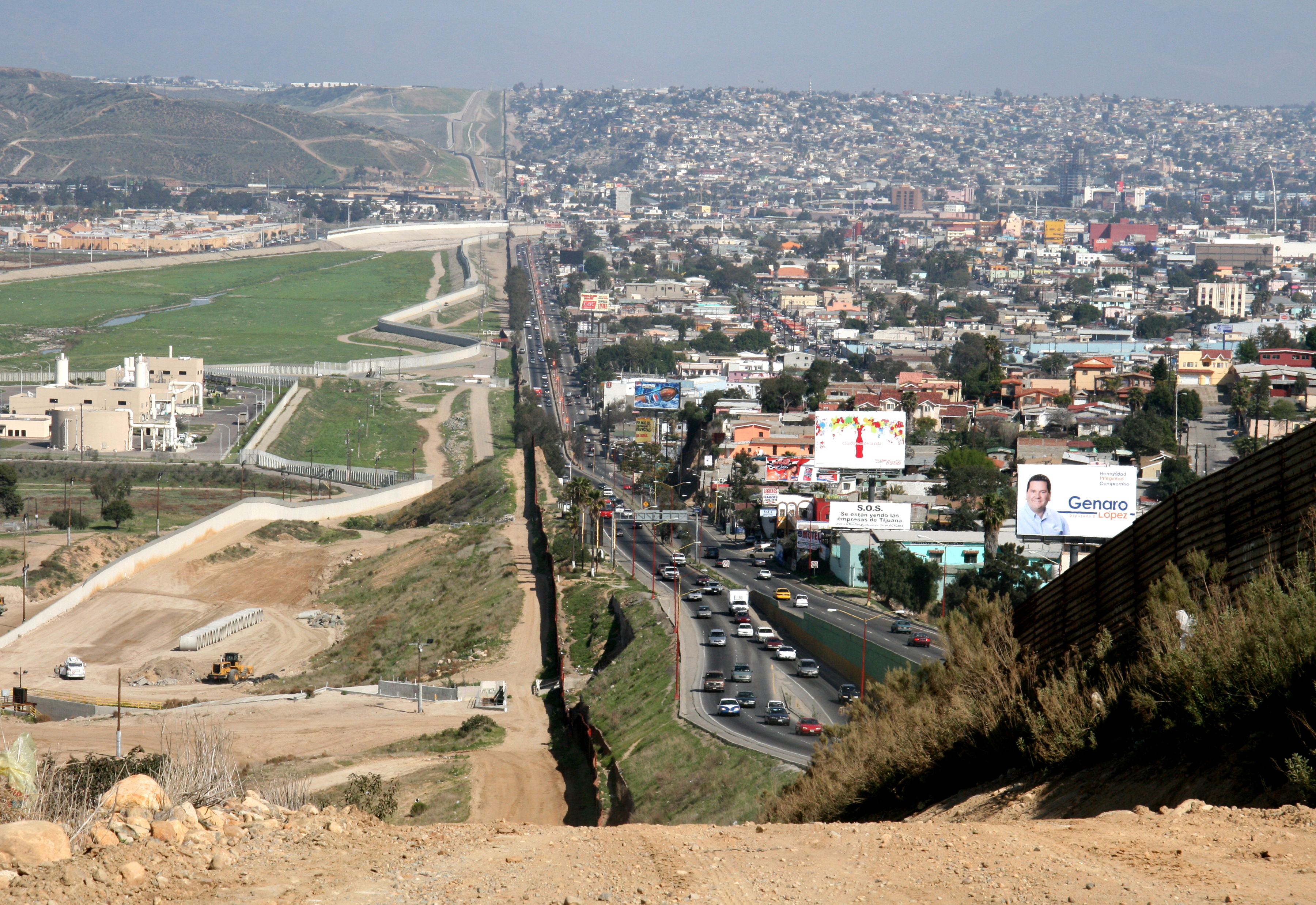

アメリカ=メキシコ国境の町では物価の格差や法律の違いを利用した産業が発達している。主な都市を西から列挙する。
- サンディエゴ - ティフアナ
- カレクシコ - メヒカリ
- サンルイス - サンルイス・リオ・コロラド
- ノガレス (アリゾナ州) - ノガレス (ソノラ州)
- エルパソ - シウダー・フアレス
- デル・リオ - シウダー・アクーニャ
- イーグルパス - ピエドラス・ネグラス
- ラレド - ヌエボ・ラレド
- ミッション - レイノサ
- ブラウンズビル - マタモロス

### 経済・社会的交流
国境に形成された双子都市には相互依存の関係となっている面もある。例えば生活費の安いメキシコ側の都市に居住して、給料の高いアメリカ側の都市で働くアメリカ市民が存在する。この場合、子供はアメリカ側の学校に通わせるのが普通である。また、アメリカの医療費は高いため、メキシコの病院を利用する人も少なくない。

## 不法入国、犯罪問題と国境警備

### 不法入国者

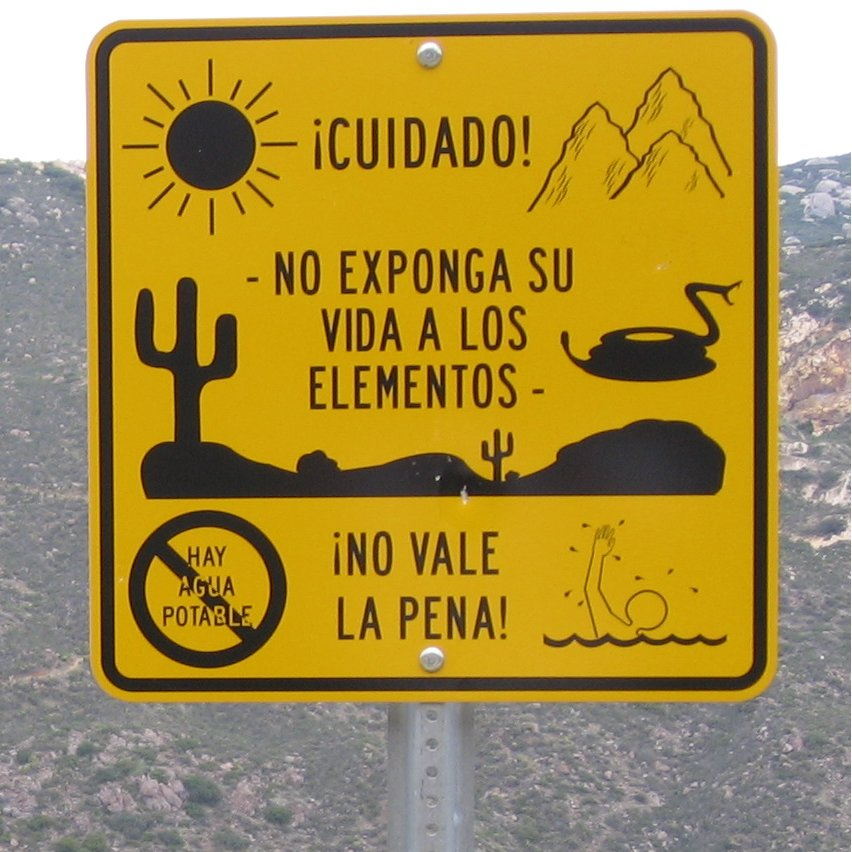
カリフォルニア州国境近くの標識。過酷な日照、有毒のガラガラヘビ、砂漠、水難のイラストと共に、スペイン語で「注意！あなたの命を自然の脅威に晒さないで。そのような危険を冒す価値はありません！（この先）飲料水なし」と書かれている。

アメリカ=メキシコ国境は、合法、非合法を合わせて、世界で最も多い数の横断が行われている。両国の距離的な近さと、境界の両側での生活水準の違いは、メキシコ国民およびメキシコを経由する第三国の国民によるアメリカ合衆国への移民希望者がめざすルートになっている。毎年100万人以上の不法入国者がいると見られ、その8割はメキシコ人である。残りは中米からの人々で、メキシコ人以外（Other Than Mexicans, OTM）と呼ばれている。
2023年頃からは、中華人民共和国からの不法入国者も増加した。
アメリカ合衆国税関・国境警備局やメキシコ軍など両国政府機関による国交警備が行なわれている。報酬を受け取って国境越えを支援する業者がおり、「コヨーテ」と呼ばれている（後述）。
カリフォルニア大学デービス校の移民の専門家によると、アメリカの農業人口の45%は不法移民だという。国境警備活動は、広い範囲でフェンス越えが実行されているサンディエゴとエルパソなど、国境の大都市周辺に集中した。この大都市圏への監視の集中により、不法移民は田舎の山岳地帯や砂漠地帯から入国を試みるようになり、これによって多くの死亡者を生んだ。

### 国境警備の問題

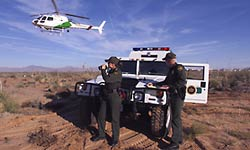
アメリカ側で警戒に当たる同国の国境警備隊

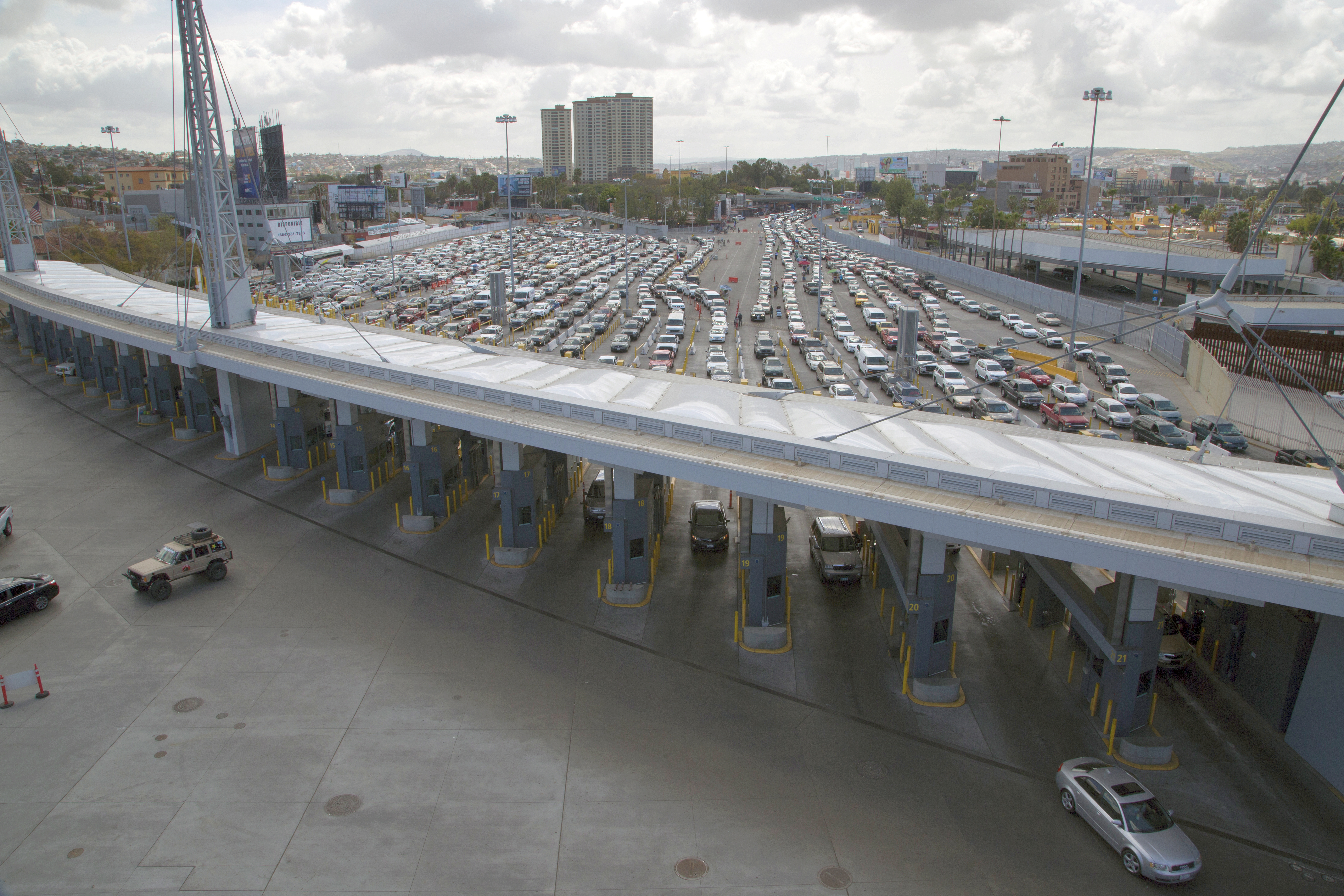
サン・イシドロ国境検問所（2016年）

境界のほぼ全域は、アメリカ合衆国連邦政府の様々な巡視員が警備している。1990年代、アメリカ陸軍の人員が、アメリカ=メキシコ国境沿いに配備され、不法な外国人と麻薬密業者の流入を食い止めた。これらの軍隊は赤外線監視装置やヘリコプターを駆使し、国境警備隊と共同で警備にあたった。不法入国者の密輸組織「コヨーテ」が使用していたところは往来がなくなり、一時的ながら密輸業者と不法入国者は一掃された。
しかし、効果的に思われたこの警備だが、アメリカ軍が撤収すると、またすぐに不法入国が再開された。2001年の9.11テロの後、アメリカ合衆国は警備策として国境に兵士を配備した。このとき、赤外線スコープを搭載した、わずか100機のヘリコプターと良好な装備を持った数百名の兵士で、国境を封鎖できるという意見があった。
しかし反対者は、アメリカ軍が国境を巡回することは、民兵隊壮年団法に違反すると主張した。もっと現実的な者は、国境を完全に封鎖することは不可能で、さらに頑丈で強大な軍が投入され、不法入国に恐らく深刻な影響を与えるだろうと考えた。
アメリカ合衆国の州は州兵（National Guard）組織を持ち、原則として、州知事の判断で国境の警備のために配置することが可能である。また、一部の州は緊急時には州防衛軍（State Defense Force）という名の警備隊を動かすことができる。しかしながら、ほとんどの州知事は、地域の企業と、大きくなっていく在米メキシコ人コミュニティの反発を恐れて実行しなかった。
アリゾナ州およびニューメキシコ州は、現在のところ、制御できないほどの不法移民の流入による深刻な状態にある郡を公表し、その結果、両州の知事は州兵を国境に配置することができた。しかし、アリゾナ州の共和党元上院議員ジョン・マケインは、施行によって不法移住を軽減しようとしているいくつかの法案に反対し、合法化（多くは恩赦）を勝ち取る法案を上院で提案した。
2006年5月、アメリカ合衆国元大統領ジョージ・W・ブッシュは、最大6,000名の州兵が、国境警備隊を支援するための施設を境界に設置する計画を発表した。この計画に反対したのは、カリフォルニア州知事のアーノルド・シュワルツェネッガーで、当初はカリフォルニア州=バハカリフォルニア州の境界に3,000名の州兵を配置するブッシュの要求を拒絶した。しかし後になってシュワルツェネッガーは、カルフォルニア州予算の償還の再保証と、必要な時の部隊の返却を条件に、1,600名以上のカリフォルニア州兵を国境に配置した。
ブッシュ政権の最終年である2008年は、メキシコとの国境警備が厳しくなったこともあり、アメリカにおける国外退去数が約38万人と前年度比で約8万人増加した。国外退去数は、不法移民や不法入国者に比較的寛容であるとされたオバマ政権下でも増え続けた。
2013年6月24日、アメリカ合衆国上院は移民制度改革法案を承認、27日に可決した。この法案の中には、アメリカ＝メキシコ国境の警備の強化案が含まれており、国境警備隊2万人の増員、国境フェンスの増強、無人航空機やレーダー、センサーに数十億ドルを投入するなど、国境警備の軍事的な面を強化するものとなっている。ただし、この警備の強化には移民に寛容であるべきとする国民からは反対意見が根強く、またこの法案には、アメリカ合衆国国内に存在する不法滞在者にアメリカ合衆国の市民権を与える内容も含まれていることから、移民反対派にも反対者が多い。そのため、下院では審議されない可能性も指摘されている。

### フェンスの建設
アメリカ合衆国下院軍事委員会の議長でもあるダンカン・ハンター議員（共和党・カリフォルニア州）は、2005年11月3日に、強化されたフェンス（事実上の壁）をアメリカ＝メキシコ国境沿いに構築することを提案した。12月5日には、H.R.4437への修正案を提出。この計画には、メキシコ境界の698マイル（1,123キロメートル）に沿ったフェンスの建設の義務化が盛り込まれた。
2006年5月17日、アメリカ合衆国上院で、三重構造のフェンスと自動車用フェンスを370マイル作るという S.2611 が承認された。
メキシコ政府は、多くのラテンアメリカ諸国の大臣や知識人と同様に、この計画を非難した。テキサス州知事のリック・ペリーも、国境はもっと開かれたものであるべきだとする反対を表明した。フェンスの拡大案はさらに、テキサス州ラレド市議会で満場一致で否決された。
「2006年安全フェンス法」（H.R.6061）は、2006年9月13日に提出され、翌日、283対138の投票で可決された。9月29日には80対19の投票によって上院が認可し、10月26日にブッシュ大統領が署名した。

#### フェンスを巡る議論
アメリカ合衆国=メキシコ国境に設置されたフェンスにより、国境を横切る不法入国を防ぐことが期待されている。しかし何人かの専門家は、フェンスは、単に国境は常に「安全である」ことをアメリカ合衆国市民に確信させることとを目的とした広報策略でしかなく、その一方で、国境を渡った安い労働力の再入国をしにくくし、そこから得られる経済的なメリットも目論まれていると主張した。メキシコでは、この障壁は非公式に、恥の壁（西: Muro de la Vergüenza, 英: Wall of Shame）と呼ばれている。
ケーブルテレビ局コメディ・セントラルの番組『コルベア・レポー』でベイ・ブキャナンは、三重フェンスの2,000マイルの壁を建設するのには6か月かかり、およそ15 - 30億ドルのコストがかかると試算した。同番組でブキャナンは、1990年代のビル・クリントン政権による国境の警備プログラム「Operation Gatekeeper」では、不法移住を90%カットしたことを引き合いに出し、これと似た結果が期待できるとした。
ダグラス・マセイ博士と他の専門家によれば、このような不法移住への取り組みは、ただ不法移住者の砂漠地帯の国境横断を促すだけで、死亡率は増加し、その上警備の法律は移民のメキシコへの再入国も防止することになる。その代わりに、彼らはアメリカにより長く留まり、いずれは家族も連れてくるだろうと指摘した。
CNNの世論調査によると、ほとんどのアメリカ人が「700マイルのフェンスよりも、より多くの国境監視員を導入すべきだ」という考えであることが示された。

#### 野生生物への影響
国境の壁が野生生物の生息地を分断しており、一部の動物の生息域が縮小した。

### 死亡者

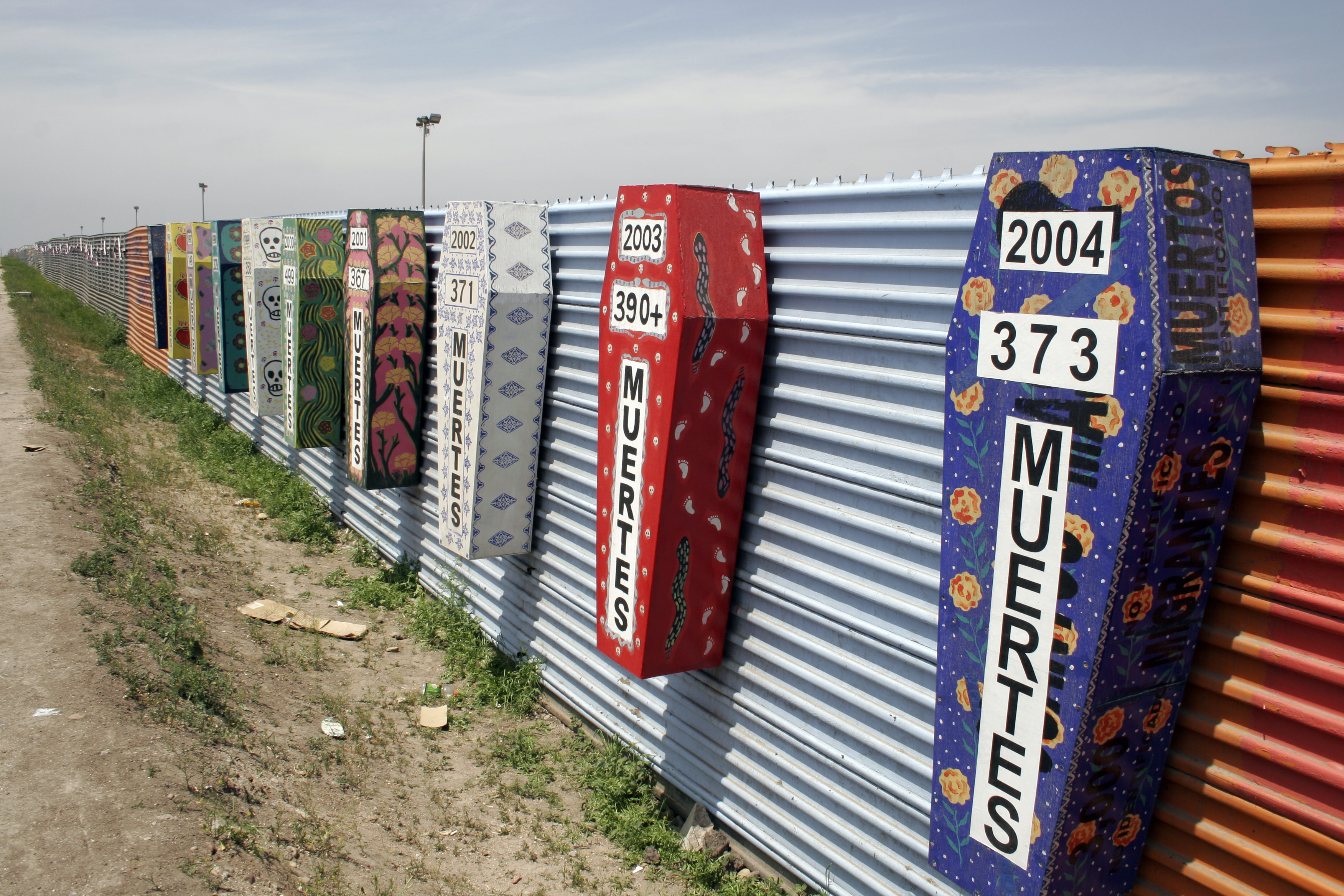
サンディエゴ国境にある壁のメキシコ側に掲げられた棺桶。書かれた数字は上が年を表し、下が死亡者数を示している。

2003年10月から2004年4月末までに、660,390人がアメリカ合衆国国境警備隊によって拘留され、同時期に43 - 61名が、ソノラ砂漠から密入国しようとして死亡した。これは前年の同時期の3倍にのぼる。2004年10月には、過去1年間で325人が死亡したことが国境巡視隊によって発表された。1998年と2004年の間では、1,954人が国境沿いで死んだことが正式に報告された。
メキシコ外務省は、1994年から2000年までの期間に、国境のメキシコ側での死亡者数のデータを収集した。それらのデータは、1996年に87名、1997年に149名、1998年に329名、1999年に358名、2000年に499名という死亡者数を示している。
不法入国を試みる者の死亡原因は様々である。国境のフェンスを避けて、不法移民はアリゾナ州のソノラ砂漠の横断に失敗する者の死因には、熱射病、脱水症状、低体温症がよく認められる。また、リオ・グランデ川を渡ろうとして溺死する者もいる。その他、かなりの数の不法移民が、自動車事故や他の事故で死んでいる。
たびたび起こる国境警備隊による殺害、自警団ミニットマンによる殺害は、しばしばヘイトクライムとして報道される。人権団体、連邦捜査局（FBI）、国際連合がこれらの事件の調査に乗り出したケースもある。
「コヨーテ」という悪名高い不法移民の密輸業者の集団が起こす、過度の暴力による死亡もこっそりと報告されている。本国メキシコに残された家族に危害が加えられる恐れがあるため、コヨーテによる被害についての証言は少なく、容疑者を識別することは難しい。

### 麻薬・違法薬物の密輸
1990年代以降、メキシコ国内で麻薬マフィアの活動が活発化（「メキシコ麻薬戦争」参照）すると、メキシコからアメリカに向けてコカインなどの麻薬の組織的な密輸が盛んになった。両国の取り締まりも年々厳重となる一方、マフィア側も捜査網を巧妙にかいくぐるようになり、2010年代には国境沿いに建設された延長数100メートルに及ぶ密輸用トンネルが相次いで発見されている。
2024年アメリカ合衆国大統領選挙で復帰を確実なものとしたドナルド・トランプ元大統領は、国境を越えてアメリカに流入する違法薬物（フェンタニル）と移民問題が改善しないことを問題視。2025年1月20日の就任初日に全輸入品の関税を25％に引き上げること表明した。